# Tolo da Eira dos Palheiros
O Tolo da Eira dos Palheiros é um monumento funerário do período calcolítico (3.000 - 2.000 a.C.), na freguesia de Martim Longo, Município de Alcoutim.
Este monumento é constituído por uma câmara circular, construído a parir de uma escavação no solo, e encontra-se revestido com placas de pedras de xisto com formato rectangular. A câmara era coberta por uma falsa cúpula, característica da idade do cobre, com corredor de acesso maior do que o do Tolo do Cerro do Malhanito. No interior da câmara foram enterrados dois corpos.